# Поту довгохвостий
Поту довгохвостий (Nyctibius aethereus) — вид дрімлюгоподібних птахів родини потуєвих (Nyctibiidae).

## Поширення
Поту довгохвостий поширений в Південній Америці. Основна частина ареалу включає басейн Амазонки та Гвіанське нагір'я. Птах трапляється у дощових лісах на заході Бразилії, півночі Болівії, сході Перу, Еквадору та Колумбії, на півдні Венесуели, в Гаяні та суміжних районах Суринаму. Крім того, існують диз'юктивні популяції: тихоокеанське узбережжя Колумбії, Французька Гвіана, в дельті Амазонки на північ від міста Белен, на півдні Бразилії та сході Парагваю.